# Crimora papillata
Crimora papillata är en snäckart som beskrevs av Joshua Alder och Hancock 1862. Crimora papillata ingår i släktet Crimora och familjen Polyceridae. Inga underarter finns listade i Catalogue of Life.

## Bildgalleri

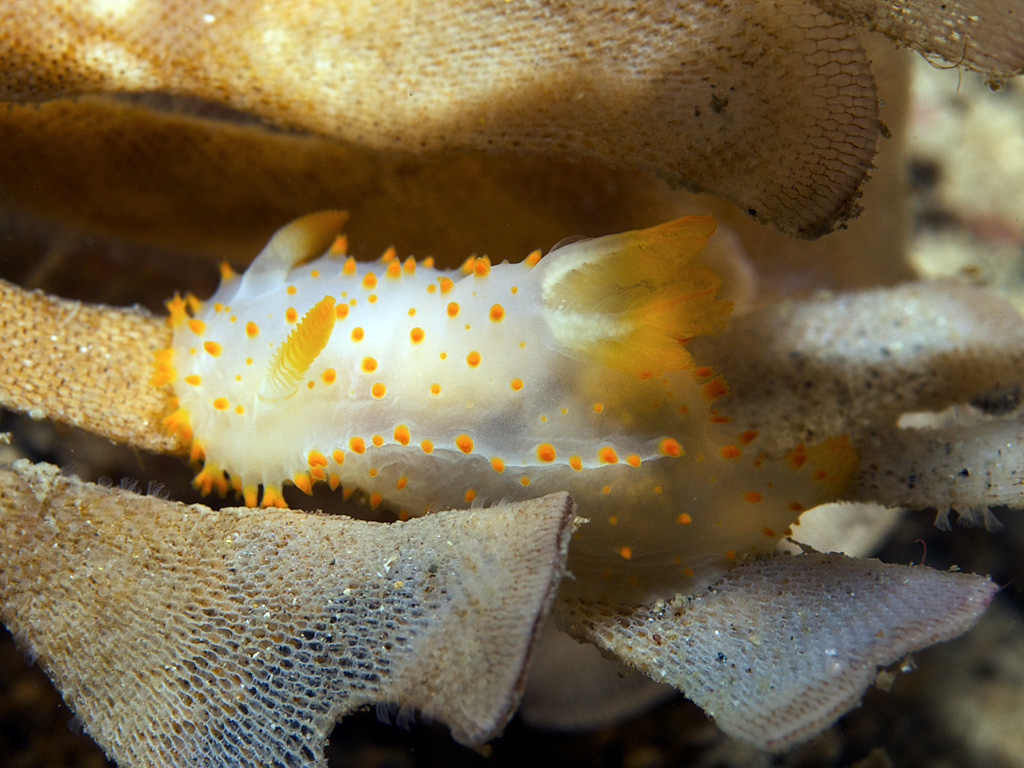